# 欽ちゃん劇場・とり舵いっぱーい!
『欽ちゃん劇場・とり舵いっぱーい!』（きんちゃんげきじょう・とりかじいっぱーい）は、1979年9月28日から1980年3月21日まで、日本テレビ系列の『金曜劇場』で放送されたテレビドラマである。全26回。

## 概要
『欽ちゃんドラマ・Oh!階段家族!!』に続く、萩本欽一ドラマ第2弾。
未亡人が経営する阿佐ヶ谷の焼き鳥屋「蒸気船」が舞台。
ドラマ内に公開コントが挿入されているのは『階段家族』同様だが、本作では萩本は冒頭の説明やコントのみの出演、肝心のドラマでは萩本が演じる役は故人の設定のため回想シーンのみの登場という、風変わりな作品。
本作終了後の『金曜劇場』では、『真夜中のヒーロー』→『黄金の犬』を放送後、1980年8月1日より『欽ちゃんのちゃーんと考えてみてネ!』の放送が開始され、萩本と浜木綿子が再び起用された。

## 出演者
- 浜本悠子 - 浜木綿子
- 松田洋治
- 志方亜紀子
- 岩崎良美
- 水の江滝子
- 井上純一
- 長谷直美
- 川津祐介
- 萩本欽一
- ほか

## 主題歌
「俺と親父」
- 作詞：喜多条忠／作曲：吉田拓郎／編曲：松任谷正隆／歌：下条アトム